# Hans-Christoph Koller
Hans-Christoph Koller (* 22. Mai 1956 in Ludwigsburg) ist ein deutscher Pädagoge und Professor für allgemeine Erziehungswissenschaft an der Universität Hamburg.

## Leben
Hans-Christoph Koller promovierte 1989 an der Universität Hamburg bei Rainer Kokemohr über Erziehungskonzepte von Johann Heinrich Pestalozzi und Jean Paul. Seine Habilitation erfolgte 1997 ebendort mit der Schrift Bildung und Widerstreit, in der er sich, verbunden mit einer empirischen Untersuchung, mit dem Bildungsbegriff Jean-François Lyotards, Wilhelm von Humboldts und Theodor W. Adornos auseinandersetzt.
Koller war von 1998 bis zu seiner Emeritierung 2022 Professor für Allgemeine Erziehungswissenschaft unter besonderer Berücksichtigung der Interaktions- und Bildungsforschung mit dem Schwerpunkt Qualitative Methoden an der Universität Hamburg. Seine Forschungsschwerpunkte sind u. a. Biografieforschung, biographische Bildungsprozesse afrikanischer Migranten, Bildungsphilosophie und Bildungsgangforschung.
Seine Arbeiten knüpfen an den Überlegungen von Rainer Kokemohr und Winfried Marotzki an, die Bildung als einen Transformationsprozess einer „Person“ auffassen.

## Schriften (Auswahl)
Monographien
- Die Liebe zum Kind und das Begehren des Erziehers. Erziehungskonzeption und Schreibweise pädagogischer Texte von Pestalozzi und Jean Paul (Dissertation); Weinheim: Deutscher Studien Verlag 1990
- Bildung und Widerstreit. Zur Struktur biographischer Bildungsprozesse in der (Post-)Moderne (Habilitation); München: Fink 1999
- Grundbegriffe, Theorien und Methoden der Erziehungswissenschaft. Eine Einführung. Stuttgart: Kohlhammer 8. Aufl. 2017, ISBN 978-3-17-032934-8.
- Bildung anders denken. Einführung in die Theorie transformatorischer Bildungsprozesse. Stuttgart: Kohlhammer 2011, Neuauflage 2023.

Herausgeberschaften
- mit Rainer Kokemohr: Lebensgeschichte als Text. Zur biographischen Artikulation problematischer Bildungsprozesse Weinheim
- mit Rainer Kokemohr: »Jeder Deutsche kann das verstehen«. Probleme im interkulturellen Arbeitsgespräch Weinheim
- mit Winfried Marotzki u. Olaf Sanders: Bildungsprozesse und Fremdheitserfahrung. Bielefeld, Transcript 2007
- mit Markus Rieger-Ladich: Grenzgänge. Pädagogische Lektüren zeitgenössischer Romane. Bielefeld, Transcript 2005
- mit Markus Rieger-Ladich: Figuren von Adoleszenz. Pädagogische Lektüren zeitgenössischer Romane II. Bielefeld, Transcript 2009